# Kadîiivți, Camenița
Kadîiivți (în ucraineană Кадиївці) este localitatea de reședință a comunei Kadîiivți din raionul Camenița, regiunea Hmelnîțkîi, Ucraina.

## Demografie
Componența lingvistică a localității Kadîiivți
     Ucraineană (99,47%)
     Alte limbi (0,53%)
Conform recensământului din 2001, majoritatea populației localității Kadîiivți era vorbitoare de ucraineană (99,47%), existând în minoritate și vorbitori de alte limbi.